# Prostřední Bečva
Prostřední Bečva är en ort i Tjeckien.   Den ligger i regionen Zlín, i den östra delen av landet, 290 km öster om huvudstaden Prag. Prostřední Bečva ligger 465 meter över havet och antalet invånare är 1 661.
Terrängen runt Prostřední Bečva är huvudsakligen kuperad. Prostřední Bečva ligger nere i en dal. Runt Prostřední Bečva är det ganska glesbefolkat, med 34 invånare per kvadratkilometer. Närmaste större samhälle är Rožnov pod Radhoštěm, 8,3 km väster om Prostřední Bečva. I omgivningarna runt Prostřední Bečva växer i huvudsak blandskog.